# (2888) Hodgson
(2888) Hodgson (1982 TO) – planetoida z pasa głównego asteroid okrążająca Słońce w ciągu 3,39 lat w średniej odległości 2,26 j.a. Odkryta 13 października 1982 roku.